# Ozero Polonskoje
Ozero Polonskoje (ryska: Озеро Полонское) är en sjö i Belarus.   Den ligger i voblasten Vitsebsks voblast, i den nordöstra delen av landet, 230 km nordost om huvudstaden Minsk. Ozero Polonskoje ligger 196 meter över havet. Arean är 0,35 kvadratkilometer. Den sträcker sig 1,4 kilometer i nord-sydlig riktning, och 1,0 kilometer i öst-västlig riktning.
Omgivningarna runt Ozero Polonskoje är en mosaik av jordbruksmark och naturlig växtlighet. Runt Ozero Polonskoje är det ganska tätbefolkat, med 67 invånare per kvadratkilometer.